# Brian O'Higgins
Brian O'Higgins (en irlandais : Brian Ó hUigínn; (1er juillet 1882 – 10 mars 1963), également connu sous le nom de Brian na Banban, est un écrivain, poète, soldat et homme politique irlandais qui est l'un des membres fondateurs du Sinn Féin et président de l'organisation de 1931 à 1933. Il est une figure marquante du républicanisme irlandais du XXe siècle et est largement considéré pour ses capacités littéraires.

## Biographie

### Famille et jeunesse
Brian O'Higgins est né en 1882, le plus jeune de quatorze enfants de petits agriculteurs de Kilskeer, dans le comté de Meath. Son arrière-grand-père, Seán Ó Huiginn, est un érudit du comté de Tyrone qui se rendait à Munster avant de rencontrer un groupe d'hommes qui se précipitaient à Tara pour combattre lors de l'insurrection de 1798. Il décide rapidement de participer à la rébellion et combat à la bataille de Tara Hill, où il est blessé et emmené dans le petit vallon de Kilskeer pour récupérer. Il s'y marie et y reste toute sa vie. Son père et ses oncles sont membres de la Fraternité républicaine irlandaise et prennent part à l'insurrection avortée des Fenian, et sont plus tard des partisans de Charles Stewart Parnell.
En 1886, O'Higgins commence ses études à l'école nationale de Kilskeer et son professeur principal est un jeune homme nommé James Raleigh, originaire de Limerick, qu'O'Higgins décrit comme un « amoureux dévoué de l'Irlande ». Raleigh enseigne à ses étudiants l'histoire irlandaise et de nombreuses ballades patriotiques telles que "My Land" de Thomas Davis, qui ont sans aucun doute eu un impact durable sur O'Higgins. Ses lectures d'enfance consistent en des textes influencés par Young Ireland, tels que des lectures irlandaises et des discours du quai, ainsi que des journaux d'histoire nationaliste The Shamrock et The Emerald. À l'âge de douze ans, il aspire à devenir journaliste, mais pour une famille pauvre de la campagne irlandaise, de telles choses sont du jamais vu. Ainsi, lorsqu'il quitte l'école à quatorze ans, il devient apprenti drapier à Clonmellon, à proximité.
C'est pendant son séjour à Clonmellon, en 1898, qu'il publie son premier article pour l'Irish Fireside Club et, un an plus tard, commence à écrire de la poésie. Tout au long de cette période, il est un collaborateur régulier des journaux locaux tels que le Meath Chronicle. L'un des premiers poèmes qu'il écrit, à l'âge de dix-sept ans, est un éloge funèbre dédié au père Eugene O'Growney, un militant de la langue irlandaise et érudit gaélique que O'Higgins admire beaucoup. Le poème est publié sous le titre The Dying Sagart et acquiert une grande popularité.
En 1900, O'Higgins publie son premier poème dans le United Irishman, édité par Arthur Griffith et William Rooney (en). Il s'intitule Be Men To-day et vise à inciter le peuple à s'engager sur la voie d'une Irlande indépendante de langue irlandaise. Après avoir terminé son apprentissage, O'Higgins n'a aucune envie de continuer à travailler dans la draperie, il déménage donc à Dublin en 1901 pour travailler comme barman, et pendant son séjour là-bas, il rejoint la branche O'Growney de la Ligue gaélique et le Saint Finians Hurling Club. Sa santé décline en 1903 et il retourne vivre dans son Meath natal. C'est pendant sa convalescence à la maison qu'il cofonde le club de hurling local, dont le terrain est plus tard nommé en sa mémoire (Páirc Uí hUigín).

### Débuts au Sinn Féin
O'Higgins est présent à la première convention annuelle du Conseil national du Sinn Féin le 28 novembre 1905 et écrit son premier hymne du parti intitulé « Sinn Féin Amháin ». La chanson est chantée lors de tous les rassemblements de l'organisation pendant plusieurs années.
Après avoir fréquenté une université d'été de langue irlandaise à Ballingeary, dans le comté de Cork, O'Higgins reçoit un certificat de professeur de langue en 1906 et commence à travailler comme múinteoir taistil (professeur itinérant) pour la Ligue gaélique. Pendant ce temps, il fonde Coláiste Uí Chomhraidhe, une université de langue irlandaise à Carrigaholt, dans le comté de Clare. Il devient ami avec Pádraig Pearse après leur première rencontre en 1906.
En septembre 1908, il épouse Anna Ní Chionnaigh (Kenny) et ils ont sept enfants.
Il publie pour la première fois sa poésie sous forme de livre en 1907 sous le titre The Voice of Banba: Songs and Recitations for Young Ireland. Certaines œuvres d'O'Higgins sont anodines et sentimentales, comme le montrent ses Histoires et croquis de Noël (1917), Hearts of Gold (1918) et Songs of the Sacred Heart (1921). Ces œuvres sont saluées par l'évêque de Killaloe, Michael Fogarty, partisan du Sinn Féin, comme étant « pleines de sentiments religieux simples et profonds ».

### Who is Ireland's Enemy?
Le poème d'O'Higgins « Who is Ireland's Enemy? », est publié pour la première fois en septembre 1914 dans Irish Freedom, dans une édition intitulée Germany Is Not Ireland's Enemy ; il devient populaire lors de la crise de la conscription irlandaise de 1918. Selon Christopher M. Kennedy, le poème est « peut-être l'exemple le plus flagrant de l'utilisation des torts passés commis par l'Angleterre pour maintenir en vie les vieilles haines ».

### Activité politique
O'Higgins est un membre fondateur des Volontaires irlandais en 1913, qui s'organisent pour œuvrer pour l'indépendance irlandaise. Le lundi de Pâques 1916, il fait partie d'un groupe de volontaires installés au 41 Parnell Square en réserve, en raison de leur âge, de leur santé ou de leur condition physique. Ce groupe est convoqué au GPO à 18 heures ce soir-là. Il est placé en garde à l'entrée principale du GPO et sert ensuite sous les ordres du quartier-maître Michael Staines. Il aide à l'évacuation des blessés du GPO vendredi soir et passe la nuit dans un hangar près de Moore Street. Il est déporté à la prison de Stafford le 1er mai et interné au camp d'internement de Frongoch jusqu'en février 1917.
En mai 1918, il est arrêté et déporté à la prison de Birmingham et est élu député du Sinn Féin pour Clare West aux élections générales de 1918.
En janvier 1919, les députés du Sinn Féin élus aux élections de Westminster de 1918 refusent de reconnaître le Parlement du Royaume-Uni et se réunissent à Dublin pour former un parlement révolutionnaire appelé Dáil Éireann. Il participe à la création des tribunaux républicains dans le comté de Clare.
Aux élections de 1921, il est réélu sans opposition pour la nouvelle circonscription de Clare à 4 sièges. Il s'oppose au traité anglo-irlandais et vote contre. Pendant la guerre civile irlandaise, il est emprisonné à Oriel House, à la prison de Mountjoy et à Tintown et entame une grève de la faim pendant vingt-cinq jours.
Il est réélu député Sinn Féin anti-traité aux élections de 1922 et 1923 pour la circonscription de Clare. Il perd son siège aux élections générales de juin 1927.
Il démissionne du Sinn Féin en 1934 avec Mary MacSwiney pour protester contre l'élection de Michael O'Flanagan (en) comme président, indiquant qu'O'Flanagan a un emploi public et qu'il est « sur la liste de paie d'un gouvernement usurpateur ».
En décembre 1938, O'Higgins fait partie d'un groupe de sept personnes élues au deuxième Dáil en 1921, qui rencontrent le Conseil de l'armée de l'IRA sous Seán Russell. Lors de cette réunion, les sept cèdent ce qu'ils croient être l'autorité du gouvernement du Dáil Éireann au Conseil de l'armée. Désormais, le Conseil militaire de l’IRA se considère comme le gouvernement légitime de la république d’Irlande et, sur cette base, l’IRA et le Sinn Féin justifient leur rejet des États de la république d’Irlande et d'Irlande du Nord et leur abstentionnisme politique de leurs institutions parlementaires.
Aujourd'hui, l'organisation républicaine dissidente Continuity IRA se revendique héritière de cette légitimité et estime être la continuation légitime de l'Armée républicaine irlandaise originelle ou Óglaigh na hÉireann.

### Après la politique
À partir de la fin des années 1920, il dirige avec succès une entreprise publiant des cartes de vœux, des calendriers et du matériel de dévotion décorés de motifs celtiques et des propres vers d'O'Higgins.
À la suite de la suppression d'An Phoblacht en 1937, il fonde et édite le Wolfe Tone Weekly de 1937 à 1939 jusqu'à ce qu'il soit également interdit par le gouvernement de l'État libre. De 1932 à 1962, il publie le Wolfe Tone Annual, depuis son entreprise du 56 Parnell Square, Dublin. Cette série de volumes populaires rend compte d'épisodes populaires de l'histoire irlandaise d'un point de vue républicain et a pour but d'encourager et d'inspirer ceux qui restent fidèles à « l'idée séparatiste et consacrés à la justification de tous ceux qui se sont sacrifiés pour la pleine indépendance et la gaélicisation de l'Irlande ». O'Higgins écrit de nombreuses ballades et poèmes sur l'Irlande tout au long de sa vie. Beaucoup sont encore chantés à Feiseanna et Fleadh Ceoils.
Il est un fervent catholique et critique fortement ceux qui tentent de lier la lutte républicaine au socialisme et au communisme. Plusieurs de ses enfants sont devenus prêtres catholiques.
Higgins meurt alors qu'il prie dans l'église Saint-Antoine de Clontarf, le 10 mars 1963<. Il est enterré au cimetière de Glasnevin.

## Musique
O'Higgins a écrit les paroles de la chanson "A Stór Mo Chroí" ("Trésor de mon cœur"), qui est ensuite entrée dans la tradition orale de la musique irlandaise sur l'air irlandais traditionnel Bruach na Carraige Báine,. Il a également écrit « Le garçon de Tralee » sur l'exécution de Charlie Kerins.

### Livres
- A Bunch of Wild Flowers, poèmes sur des sujets religieux (1906)
- The Voice of Banba, chansons, ballades et satires (1907)
- By a Hearth in Éireann, histoires et croquis (1908)
- At the Hill o' the Road, chansons et poèmes (1909)
- Síol na Saoirse, chansons et poèmes en irlandais (1910)
- Ballads of Battle, chants de la lutte pour la liberté irlandaise (1910)
- Signal Fires, chants et ballades patriotiques (1912)
- Sentinel Songs and Recitations (1915)
- Hearts of Gold, histoires et croquis (1917)
- Christmas Stories and Sketches (1917)
- Fun o' the Forge, nouvelles humoristiques (1917)
- An t-Aifrionn, livre de prières en langue irlandaise pour la messe tridentine (1918)
- Glór na nÓige, poésie pour enfants (1920)
- Songs of the Sacred Heart  (1920)
- The Soldier's Story of Easter Week(1925)
- ITen Golden Years Ago, un mémorial à l'insurrection de 1916 (1926)
- Songs of Glen na Móna chansons et poèmes (1929)
- Laughter-Lighted Memories, anecdotes humoristiques de la période révolutionnaire irlandaise (1932)
- A Rosary of Song, poèmes sur des sujets sacrés (1932)
- Wolfe Tone Annual, récits populaires de l'histoire irlandaise (1932-1962)
- Sinn Féin and Freedom (1933)
- Amhráin agus Dánta, chansons et poèmes en irlandais (1954)
- Glory Be to God,, un livre de vers religieux (1959)

### Brochures
- Unconquered Ireland (1927)
- The Little Book of Christmas (1930)
- The Little Book of the Blessed Eucharist (1931)
- The Little Book of the Sacred Heart (1936)
- Martyrs for Ireland,, l'histoire de MacCormick et Barnes (1940)
- TTony d'Arcy and Seán MacNeela, le récit de leur martyre (1940)
- Oliver of Ireland, l'histoire du bienheureux Oliver Plunkett (1945)
- The Little Book of Exile, dédié aux missionnaires catholiques irlandais (1950)
- The Little Book of the Blessed Virgin (1952)
- The Little Book of the Twelves Promises ( les Neuf Vendredis ) (1955)
- The Little Book of Irish Saints (1955)
- The Little Book of Saint Patrick (1957)
- The Little Book of Saint Francis (1958)